# Spinulogammarus subcarinatus
Spinulogammarus subcarinatus är en kräftdjursart som först beskrevs av Charles Spence Bate 1862.  Spinulogammarus subcarinatus ingår i släktet Spinulogammarus och familjen Anisogammaridae. Inga underarter finns listade i Catalogue of Life.